# 武汉广播电视台
武汉广播电视台（英語：Wuhan Media Group，简称WMG）为中华人民共和国湖北省武汉市的一个广播电视播出机构。2014年12月19日由原武汉人民广播电台、武汉电视台合并而成，前身为武汉广播电视总台（但保留原武汉人民广播电台、武汉电视台呼号）。

## 概况

### 武汉人民广播电台
武汉人民广播电台，简称武汉电台，成立于1949年，前身为解放军攻下武汉三镇后于1949年5月19日开始播音的汉口人民广播电台，在中共中央中原局接管后自5月23日16时起改称武汉新华广播电台，9月1日依据中央广播事业管理局规定改称武汉人民广播电台。
1950年5月1日，中南人民广播电台成立并同武汉电台共有一套节目且在行政上合署办公。1953年4月30日，中南人民广播电台停播，5月1日成立湖北人民广播电台（湖北电台），同日武汉电台改由中共武汉市委领导。1955年4月，武汉电台改属中共湖北省委，又与湖北电台合署办公。1975年4月，复交武汉市委。1978年5月再交湖北省广播事业管理局管理，自1985年12月11日最终交回武汉市领导。

### 武汉电视台
武汉电视台，前身为中共武汉市委宣传部创办、1978年下半年创立、1981年获批开播的武汉教育电视台。1983年8月12日改名武汉电视台，当年12月试播并于1984年元旦正式播出。
1993年8月9日开办武汉电视台第二套节目；1996年开办有线电视新闻频道、英语频道、文体频道；1998年又开通两套图文电视。2000年10月，武汉电视台和武汉有线电视台合并，合并后统一名称为武汉电视台。
2012年12月9日，武汉文艺频道（现电视剧频道）实现高标清同播，是继济南电视台之后第二个获得广电总局批准的省会台高清频道。

### 广电合并后
2014年12月19日，原武汉人民广播电台、武汉电视台合并组建武汉广播电视台，统一呼号为“武汉广播电视台”。该台部分频率、频道名称也作出调整，其中少儿广播更名为青少广播，电视文艺频道更名为电视剧频道，电视影视频道更名为经济频道，电视体育休闲频道更名为文体频道。
2016年9月27日，由武汉广播电视台注册的武汉广播影视传媒集团有限责任公司挂牌成立。

## 旗下资产

### 现有电视频道
| 頻道名稱     | 语言   | 广播格式                    | 啟播時間 | 频道前身                                                        | 備註                                   |
| 新闻综合频道 | 普通話 | SD: PAL 576i 16:9 HD: 1080i |          | 武汉电视台 武汉电视台19频道 武汉电视一台 武汉电视台新闻经济频道 | 以新聞、時事、專題類節目為主的电视频道 |
| 电视剧频道   | 普通話 | SD: PAL 576i 16:9 HD: 1080i |          | 武汉电视台38频道 武汉电视二台 武汉电视台文艺频道                | 主要播出电视剧的电视频道               |
| 科技生活频道 | 普通話 | SD: PAL 576i 16:9 HD: 1080i |          | 武汉有线电视台综艺频道 武汉电视台新闻频道 武汉电视台生活频道    | 以生活、教育为主的电视频道             |
| 文体频道     | 普通話 | SD: PAL 576i 16:9 HD: 1080i |          | 武汉有线电视台文体频道 武汉电视台体育频道                       | 以文化、体育为主的电视频道             |

#### 已停播电视频道
- 经济频道（WHTV-4，原武汉有线电视台影视频道、武汉电视台影视频道，2024年8月10日停播）[9]
- 外语频道（WHTV-6，原武汉有线电视台资讯频道，2024年12月1日停播）
- 少儿频道（WHTV-7，2023年6月12日停播）[10]

### 广播频率
| 頻道名稱 | 语言   | 频道频率       | 啟播時間 | 備註                                                         |
| 综合广播 | 普通话 | AM873 FM88.4   |          | 以新聞為主，集新聞性、公益性、服務性、監督性為一體的綜合頻率 |
| 交通广播 | 普通话 | AM603 FM89.6   |          | 主要為駕車人士服務的頻率，提供路況播報、生活資訊及服務類節目 |
| 经济广播 | 普通话 | AM1125 FM100.6 |          | 主要提供经济资讯节目                                         |
| 音乐广播 | 普通话 | FM101.8        |          | 主要提供文化娛樂新聞、文學、音樂、娛樂節目                   |

#### 已停播广播频率
- 青少广播（2024年8月10日停播）